# Epicephala spumosa
Epicephala spumosa är en fjärilsart som beskrevs av Turner 1947. Epicephala spumosa ingår i släktet Epicephala och familjen styltmalar. Inga underarter finns listade i Catalogue of Life.